# Barajul Baath
Barajul Baath (în arabă سد البعث, lit. Barajul Renașterii, în kurdă Bendava Baas, în siriacă: ܣܟܪܐ ܕܒܥܬ|Sekro d'Ba'ath) este un baraj pe Eufrat, situat la 22 kilometri (14 mi) în amonte de orașul Raqqa din Guvernoratul Ar-Raqqa, Siria. Construcția barajului a început în 1983 și a fost terminată în 1986. Acesta este destinat să genereze hidroenergie precum și să regleze debitul neregulat din barajul Tabqa, care este situat la 18 kilometri (11 mi) în amonte de barajul Baath. Aceste nereguli în fluxul de la barajul Tabqa sunt cauzate de modificări ale cererii de energie electrică. Barajul Baath este înat de 14 metri (46 ft), iar turbina hidraulică instalată poate genera 81 MW. Capacitatea de stocare a lacului de acumulare al barajului Baath este de 0,09 kilometru cubi (0,022 cu mi).
Barajul Baath este unul dintre cele trei baraje de pe Eufratul sirian, celelalte două fiind barajul Tabqa și barajul Tishrin situaz la 80 kilometri (50 mi) sud de frontiera Siria-Turcia. La fel ca barajul Baath, barajul Tishrin este, de asemenea, legat funcțional de barajul Tabqa. Construcția barajului Tishrin a fost parțial motivată de performanța dezamăgitoare a centralei hidroelectrice din barajul Tabqa. Înainte de Războiul Civil Sirian, Siria avea în plan construirea unui al patrulea baraj – barajul Halabiye – pe Eufrat, în aval de barajul Baath. Barajul este numit după Partidul Arab Socialist Ba'ath sirian.

## Războiul civil sirian
La 4 februarie 2013, forțele de opoziție au capturat barajul, cu o săptămână înainte de capturarea barajului Tabqa. Barajul Baath a fost capturat de la ISIL de către Forțele Democratice Siriene la 4 iunie 2017. După ce au făcut acest lucru, l-au redenumit „Barajul Libertății” (în kurdă: Bendava Azadî; în arabă سد الحرية; în siriacă:ܣܟܪܐ ܕܚܐܪܘܬܐ|Sekro d'Ḥirutho}}). În 2019, controlul barajului a fost dat guvernului sirian după invazia turcă din nordul Siriei.